# Trescientos sesenta
El trescientos sesenta es el número natural que sigue al trescientos cincuenta y nueve y precede al trescientos sesenta y uno.

## Matemáticas
360 es un número altamente compuesto, y uno de los siete números tales que ningún número menor que su doble tiene más divisores; los otros son 1, 2, 6, 12, 60 y 2520 (secuencia (sucesión A072938 en OEIS) en el OEIS).
- 360 es también un número altamente compuesto superior, un número colosalmente abundante, un número refactorizable, un número 5-liso y un número de Harshad en decimal, ya que la suma de sus dígitos (9) es un divisor de 360.
- 360 es divisible por el número de sus divisores (24), y es el número más pequeño divisible por todo número natural del 1 al 10, excepto el 7. Además, uno de los divisores de 360 es 72, que es el número de primos Por debajo de eso.
- 360 es la suma de primos gemelos (179 + 181), y la suma de cuatro potencias consecutivas de 3 (9 + 27 + 81 + 243).
- La suma de la función totient de Euler φ(x) sobre los primeros treinta y cuatro enteros es 360.

Un círculo se divide en 360 grados con el propósito de la medición angular. 360° = 2 π rad también se llama ángulo redondo. Esta elección de unidad permite dividir el ángulo redondo en sectores iguales medidos en grados enteros en lugar de grados fraccionarios. Muchos ángulos que aparecen comúnmente en la planimetría tienen un número entero de grados.

## Deportes
- El término "360" (asumido 360°, ver arriba) se refiere a un truco en ciertos deportes como el esquí de estilo libre, las acrobacias en motocicleta, el baile sobre hielo, el monopatín, el BMX y las acrobacias, donde el atleta gira en el aire 360 grados completos. . En este contexto, la literatura convencional es "tres sesenta".
- En el béisbol, un jugador debe correr unos 110 m (360 pies) alrededor de cuatro bases para anotar una carrera.

## Otros campos
- "360" es la abreviatura de fotografías panorámicas y mundos de realidad virtual, ya que es la medida en grados de un círculo.
- 360 es un código de área telefónica para la mayor parte del estado de Washington occidental (incluye Bellingham, Aberdeen, Olympia, Bremerton, Vancouver, Shelton y Port Townsend, pero excluye el área de Seattle, que es el código de área 206).
- 360 fue una serie importante de computadoras centrales construidas por IBM.
- 360 es un modelo de guitarra eléctrica construido por Rickenbacker Corporation.
- En la historia islámica, 360 es el número de ídolos dentro de la Kaaba, destruidos por el profeta Mahoma.